# Parcs provinciaux du Manitoba
Il y a 81 parcs provinciaux au Manitoba, ils sont gérés par le ministère de la Conservation.

## Parcs provinciaux
| Parc provincial                                     | Superficie km² | Constitution |
| --------------------------------------------------- | -------------- | ------------ |
| Asessippi                                           | 23,30          | 1964         |
| Atikaki                                             | 3 981,00       | 1983         |
| Bakers Narrows                                      | 1,45           | 1961         |
| Beaudry                                             | 9,50           | 1974         |
| Ruisseau Beaver (Beaver Creek)                      | 0,28           | 1961         |
| Lac Bell (Bell Lake)                                | 0,04           | 1974         |
| Île-Birch (Birch Island)                            | 790,00         | 2010         |
| Pointe Birch (Birch Point)                          | 0,13           | 1961         |
| Birds Hill                                          | 35,10          | 1964         |
| Lac Burge (Burge Lake)                              | 0,06           | 1961         |
| Camp Morton                                         | 2,50           | 1974         |
| Rivière-Caribou (Caribou River)                     | 7 640,00       | 1995         |
| Anishinaabe du Lac-Chitek (Chitek Lake Anishinaabe) | 1 003,00       | 2014         |
| Lac Clearwater (Clearwater Lake)                    | 593,00         | 1962         |
| Lac Colvin (Colvin Lake)                            | 1 630,70       | 2010         |
| Homestead Criddle-Vane (Criddle/Vane Homestead)     | 1,32           | 2004         |
| Duck Mountain                                       | 1 424,00       | 1961         |
| Duff-Roblin (Duff Roblin)                           | 0,57           | 2008         |
| Île Elk (Elk Island)                                | 10,70          | 1997         |
| Baie-Fisher (Fisher Bay)                            | 841,00         | 2011         |
| Îles-Goose (Goose Islands)                          | 1,37           | 2017         |
| Grand Beach                                         | 24,90          | 1961         |
| Île-Grand (Grand Island)                            | 10,35          | 2017         |
| Grand Rapids                                        | 0,07           | 1974         |
| Grand Valley                                        | 0,26           | 1961         |
| Rivière Grass (Grass River)                         | 2 279,00       | 1962         |
| Hecla/Grindstone                                    | 1 084,00       | 1969         |
| Plage Hnausa (Hnausa Beach)                         | 0,10           | 1961         |
| Hyland                                              | 0,04           | 1976         |
| Kettle Stones                                       | 4,00           | 1991         |
| Baie-Kinwow (Kinwow Bay)                            | 84,00          | 2015         |
| Lac St. Andrew (Lake St. Andrew)                    | 0,02           | 1974         |
| Lac St. George (Lake St. George)                    | 0,21           | 1974         |
| Lac-Little-Limestone (Little Limestone Lake)        | 48,10          | 2011         |
| Lockport                                            | 0,02           | 1997         |
| Plage Lundar (Lundar Beach)                         | 0,23           | 1961         |
| Rivière-Manigotagan (Manigotagan River)             | 74,30          | 2004         |
| Manipogo                                            | 0,61           | 1961         |
| Marchand                                            | 0,02           | 1974         |
| Margaret-Bruce (Margaret Bruce)                     | 0,05           | 1961         |
| Memorial                                            | 0,02           | 1965         |
| Lac Moose (Moose Lake)                              | 9,56           | 1961         |
| Lac Neso (Neso Lake)                                | 0,01           | 1974         |
| Ruisseau Netley (Netley Creek)                      | 0,02           | 1974         |
| Nopiming                                            | 1 429,00       | 1976         |
| Lac Norris (Norris Lake)                            | 0,09           | 1974         |
| Lac Nueltin (Nueltin Lake)                          | 4 471,90       | 2010         |
| Lac Steeprock Nord (North Steeprock Lake)           | 0,14           | 1997         |
| Lac Numaykoos (Numaykoos Lake)                      | 3 600,00       | 1995         |
| Lac Oak (Oak Lake)                                  | 0,11           | 1961         |
| Rivière Overflowing (Overflowing River)             | 0,13           | 1961         |
| Lac Paint (Paint Lake)                              | 227,00         | 1971         |
| Plage Patricia (Patricia Beach)                     | 0,54           | 1961         |
| Vallée-de-la-Pembina (Pembina Valley)               | 6,72           | 2001         |
| Barrage de Pinawa (Pinawa Dam)                      | 0,25           | 1985         |
| Pinawa                                              | 0,01           | 1985         |
| Chutes-Pisew (Pisew Falls)                          | 0,93           | 1974         |
| Baie Poplar (Poplar Bay)                            | 0,14           | 1961         |
| Déversoir Portage (Portage Spillway)                | 0,04           | 1997         |
| Primrose                                            | 0,06           | 1974         |
| Plage Rainbow (Rainbow Beach)                       | 0,52           | 1961         |
| Rivière Red Deer (Red Deer River)                   | 0,01           | 1974         |
| Chemin River (River Road)                           | 0,05           | 1997         |
| Rivers                                              | 0,86           | 1961         |
| Lac Rocky (Rocky Lake)                              | 0,24           | 1961         |
| Plage Saint-Ambroise (St. Ambroise Beach)           | 0,46           | 1961         |
| Saint-Malo (St. Malo)                               | 1,48           | 1962         |
| Saint-Norbert (St. Norbert)                         | 0,07           | 1976         |
| Lacs Sand (Sand Lakes)                              | 8 310,00       | 1995         |
| Rapides Sasagiu (Sasagiu Rapids)                    | 1,00           | 1974         |
| Seton                                               | 0,02           | 1974         |
| Atikaki-Sud (South Atikaki)                         | 139,5          | 1997         |
| Springwater                                         | 0,18           | 1964         |
| Spruce Woods                                        | 269,0          | 1964         |
| Stephenfield                                        | 0,94           | 1971         |
| Baie-Sturgeon (Sturgeon Bay)                        | 144,90         | 2015         |
| Rivière Swan (Swan River)                           | 0,02           | 1974         |
| Monastère-des-Trappistes (Trappist Monastery)       | 0,02           | 2002         |
| Turtle Mountain                                     | 186,00         | 1961         |
| Lacs Twin (Twin Lakes)                              | 0,01           | 1974         |
| Upper Fort Garry                                    | 0,01           | 2014         |
| Lac Wallace (Wallace Lake)                          | 0,24           | 1961         |
| Watchorn                                            | 0,11           | 1962         |
| Chutes Wekusko (Wekusko Falls)                      | 0,88           | 1974         |
| Lac Whitefish (Whitefish Lake)                      | 0,24           | 1974         |
| Chutes Whitemouth (Whitemouth Falls)                | 4,83           | 1974         |
| Whiteshell                                          | 2 721,00       | 1961         |
| Lac William (William Lake)                          | 2,00           | 1961         |
| Winnipeg Beach                                      | 0,41           | 1968         |
| Woodridge                                           | 0,01           | 1974         |
| Yellow Quill                                        | 0,03           | 1997         |
| Lac Zed (Zed Lake)                                  | 0,12           | 1961         |

## Réserves écologiques
| Parc provincial                                            | Superficie km² | Constitution |
| ---------------------------------------------------------- | -------------- | ------------ |
| Lac Baraizon (Baraizon Lake)                               | 396,00         | 1989         |
| Rivière Brokenhead (Brokenhead River)                      | 0,64           | 1978         |
| Cowen Bog                                                  | 5,18           | 1983         |
| Îles Kaweenakumik (Kaweenakumik Islands)                   | 0,63           | 1989         |
| Cavernes du Lac St. George (Lake St George Caves)          | 0,49           | 1997         |
| Salants du Lac Winnipegosis (Lake Winnipegosis Salt Flats) | 47,25          | 1992         |
| Lewis Bog                                                  | 5,69           | 1987         |
| Marécage de Libau (Libau Bog)                              | 1,80           | 1989         |
| Long Point                                                 | 18,37          | 1987         |
| Palsa Hazel                                                | 16,48          | 1997         |
| Lac Pocock (Pocock Lake)                                   | 1,57           | 1982         |
| Red Rock                                                   | 5,02           | 1979         |
| Île Reindeer (Reindeer Island)                             | 138,60         | 1976         |
| Wampum                                                     | 0,62           | 1978         |
| Île Whitemouth (Whitemouth Island)                         | 6,13           | 1999         |
| Rivière Whitemouth (Whitemouth River)                      | 1,30           | 1986         |
| Armit Meadows                                              | 2,63           | 2005         |
| Rivière Birch (Birch River)                                | 1,83           | 2005         |
| Brokenhead Wetland                                         | 5,63           | 2005         |
| Jennifer and Tom Shay                                      | 0,07           | 2004         |
| Île Little George (Little George Island)                   | 0,15           | 2004         |
| Marais Whitemouth (Whitemouth Bog)                         | 50,20          | 2009         |
| Holmgren Pines                                             | 0,76           | 2013         |
| Cavernes-de-Walter-Cook (Walter Cook Caves)                | 32,00          | 2014         |
| Cedar Bog                                                  |                | 2015         |
| Îles-Pelican (Pelican Islands)                             |                | 2015         |
| Piney                                                      |                | 2015         |
| Marais de Saint-Labre (St. Labre Bog)                      |                | 2015         |
| Marais de Sainte-Anne (Ste. Anne Bog)                      |                | 2015         |
| Woodridge                                                  |                | 2015         |